# الناحية المركزية (مقاطعة بوانات)
الناحية المركزية لمقاطعة بوانات (بالفارسية: بخش مرکزی شهرستان بوانات) هي ناحية (بخش) في مقاطعة بوانات التابعة لمحافظة فارس في إيران. بلغ عدد سكانها في تعداد عام 2006م 25136 نسمة يتألفون من 6773 عائلة. يوجد بالناحية مدينتان: سوريان ومزايجان. وأربع مناطق ريفية: قسم باغستان الريفي وقسم مزايجان الريفي وقسم سروستان الريفي وقسم سيمكان الريفي.